# 卢卡斯·波多尔斯基
卢卡斯·約瑟夫·波多尔斯基（德語：Lukas Josef Podolski，1985年6月4日—），暱稱為波弟（Poldi），德國波蘭裔職業足球員，現效力波蘭甲組足球聯賽球隊薩比利斯。他在球員生涯中主要司職前锋或左翼鋒。普多斯基被視為德國其中一位最佳的球員，終結能力高。他的左腳射門既準且強，在禁區邊緣即有進攻能力，在球場左路的威脅大。
1995年，他加入科隆的青年軍，並於2003年晉升至一線隊，為球隊上陣81場。2006年，他轉會至拜仁慕尼黑，於2007-08賽季贏得德國甲組足球聯賽和德國足協盃冠軍。2009年，普多斯基重返科隆，於3年後，他轉會至英格蘭超級足球聯賽球會阿仙奴，於2013-14賽季贏得英格蘭足總盃。2015年1月，他被外借至意大利甲組足球聯賽球會國際米蘭，半年後他轉會至土耳其超級足球聯賽球會加拉塔沙雷。
在國家隊方面，普多斯基有資格代表德國國家足球隊或波蘭國家足球隊上陣，他最初在2003年曾試圖自薦加入波蘭隊，但被當時的波蘭隊教練Janas拒絕，他最終代表德國隊出戰。普多斯基的國家隊生涯成功，並成為其中一位國家英雄。2004年，他首次為國家隊上陣。自此，普多斯基參與所有大賽直到退出國家隊，並贏得2014年世界盃。他為國家隊上陣了130場，成為代表德國隊上陣第3多的球員；他亦為國家隊攻入49球，亦是為德國隊進球第3多的球員。
2013年5月29日，普多斯基於對陣厄瓜多爾國家足球隊時，開賽9秒後為德國隊攻入1球。此入球為德國隊歷史上最快的入球，於世界紀錄方面，僅次於聖馬力諾國家足球隊球員瓜爾蒂耶里對陣英格蘭國家足球隊時創造的8.3秒。2017年3月22日，普多斯基復出在友誼賽對陣英格蘭隊後宣佈結束國家隊生涯。

## 早年
1987年，波多尔斯基隨其父母從波蘭人民共和國遷居西德。他擁有波蘭和德國雙重公民權，但据悉他从未申请过波蘭護照，2003年試圖加入波蘭隊被拒之後長期為德國隊效力。

## 球會生涯

### 科隆
2003年，18歲的波多尔斯基仍然是球會青年隊的一份子。当时，球會正掙扎在由德甲降班到德乙的邊緣。一隊的領隊马塞尔·科勒尔在缺少資金的情况下，決定給予這位年輕前鋒一次機會，看他的表现是否值得升上一隊。普多斯基被邀請參與一隊球員的練習。
儘管科隆降級至德乙，波多尔斯基仍繼續留在球會，并射入24球協助球隊再次返回甲組。而他亦是在1975年後第一位獲選入國家隊的德乙球員，並於2004年6月6日在對匈牙利的比賽中以後備入替的首次上陣。他在2004年歐洲國家盃中為德國效力，亦是队中最年輕的球員，他亦參加了FIFA2005年的洲際國家盃，並射入了3球。

### 拜仁慕尼黑
德國教練克林斯曼高度稱讚他对对手致命的頭鎚和射門，并且他还十分年輕。正因如此，德國班霸拜仁慕尼黑於2006年世界盃开幕前正式收購波多斯基，雖然他跟科隆的合約直至2007年才完結。
在2006年6月1日，拜仁正式收購波多尔斯基。他代表拜仁出場的首場德甲比賽是在2006年8月11日，拜仁以2-0擊敗多蒙特。然而隨著剛拿下世界杯冠軍的義大利明星前鋒托尼和身為該屆世界盃金靴得主的國家隊前輩克洛澤相繼加入拜仁，波多尔斯基在拜仁未能坐上主力位置，因而萌生去意。

### 重返科隆
在2009年1月，波多尔斯基確定將回到科隆，并將在2009年7月1日正式加盟科隆。

### 阿仙奴

#### 2012/13赛季
2012年4月30日，科隆足球俱乐部和阿仙奴官网宣布，波多尔斯基将于2012/2013赛季正式加盟阿仙奴，这是阿仙奴主教练雲加提前敲定的普多斯基加盟阿仙奴的转会，波多尔斯基披上9號球衣，但是转会费和合约期均未透露，轉會費為1080萬鎊。

#### 2014/15赛季
自2012年從科隆加盟阿仙奴以來，普多斯基一直未能夠成為球隊常規正選，2014/15赛季開季至今，普多斯基未有得到足夠上陣機會，他亦多次對此公開表示不滿。
2015年1月5日，普多斯基被阿仙奴外借至意甲球會國際米蘭，借用期至球季結束。

### 神户胜利船
2017年夏天，普度斯基前赴日本加盟神戶勝利船。

## 國家隊生涯
他生涯首次大賽為2004歐洲杯，但並沒有獲得機會，但隔年以19歲之姿在德乙射手榜一路領先並帶領科隆回歸德甲後，他受到以提拔後進著稱的克林斯曼的青睞，開始獲得重用。
后波多尔斯基被列入德國的2006年世界盃名單內，並跟克洛澤以雙前鋒陣容在全部比賽先發上陣，在分組中對抗哥斯達黎加、厄瓜多爾和波蘭，最後擊敗一眾勁旅，但可惜四強階段不敵意大利而止步四强，但憑著他個人取得三個入球的优秀成绩獲得賽事首次舉辦的最佳年輕球員称号，而德國則繼智利和意大利之後成為第三次獲得季軍的東道主。
2008年歐洲國家盃是其國際賽的生涯代表作，由於應屆德國足球先生戈梅茲和當家中鋒克洛澤搭配不佳，新任教練勒夫將陣式從4-4-2改成4-2-3-1，他的新位置則是從左中場前移至左邊鋒。首場比賽中，波多尔斯基面對自己的出生國波蘭獨進兩球，幫助德國隊2：0戰勝對手。但是他在進球後卻沒有任何慶祝動作，只是將右手放在胸口。最後他在六場比賽交出了3球2助攻的成績單，榮獲賽事銀靴，隊伍則是在決賽敗給了西班牙隊。
2010世界杯他同樣是以先發左邊鋒身分出賽，表現尚可但已不如之前突出，尤其是小組賽第二場爆冷以0:1輸給塞爾維亞的比賽中他錯失非常多次機會（甚至包含一次十二碼）而遭到批評，德國最後再次於準決賽敗給了應屆冠軍西班牙，蟬聯季軍，他個人則是六場出賽2球2助攻。隨後因為多次傷勢在俱樂部表現下滑，他的先發位置被新星厄齊爾、羅伊斯、克羅斯等人取代，但仍隨隊出戰2012、2014、2016三次大賽，其中贏得2014世界杯冠軍，在2016歐洲杯後僅在友誼賽登場，並在2017宣布退出國家隊。

### 國際賽入球
| #   | 日期           | 地点                                         | 对手       | 进球 | 比分结果 | 比赛性质               |
| 1.  | 2004年12月21日 | 拉加曼加拉體育場，曼谷，泰國                 | 泰國       | 3–1  | 5–1      | 友誼賽                 |
| 2.  | 2004年12月21日 | 拉加曼加拉體育場，曼谷，泰國                 | 泰國       | 5–1  | 5–1      | 友誼賽                 |
| 3.  | 2005年3月26日  | Bežigrad Stadium，盧布爾雅那，斯洛文尼亞     | 斯洛維尼亞 | 1–0  | 1–0      | 友誼賽                 |
| 4.  | 2005年6月4日   | 温莎公园，貝爾法斯特，北愛爾蘭               | 北愛爾蘭   | 4–1  | 4–1      | 友誼賽                 |
| 5.  | 2005年6月15日  | 商業銀行球場，法蘭克福，德國                 |            | 4–2  | 4–3      | 2005年洲際國家盃       |
| 6.  | 2005年6月25日  | 法蘭克人體育場，紐倫堡，德國                 | 巴西       | 1–1  | 2–3      | 2005年洲際國家盃       |
| 7.  | 2005年6月29日  | 中央體育場，萊比錫，德國                     | 墨西哥     | 1–0  | 4–3      | 2005年洲際國家盃       |
| 8.  | 2005年9月7日   | 奧林匹克體育場，柏林，德國                   | 南非       | 1–0  | 4–2      | 友誼賽                 |
| 9.  | 2005年9月7日   | 奧林匹克體育場，柏林，德國                   | 南非       | 3–1  | 4–2      | 友誼賽                 |
| 10. | 2005年9月7日   | 奧林匹克體育場，柏林，德國                   | 南非       | 4–2  | 4–2      | 友誼賽                 |
| 11. | 2006年5月27日  | 巴登諾瓦球場，弗賴堡，德國                   | 盧森堡     | 3–0  | 7–0      | 友誼賽                 |
| 12. | 2006年5月27日  | 巴登諾瓦球場，弗賴堡，德國                   | 盧森堡     | 5–0  | 7–0      | 友誼賽                 |
| 13. | 2006年6月20日  | 奧林匹克體育場，柏林，德國                   |            | 3–0  | 3–0      | 2006年世界盃分組賽     |
| 14. | 2006年6月24日  | 安联球场，慕尼黑，德國                       | 瑞典       | 1–0  | 2–0      | 2006年世界盃十六强賽   |
| 15. | 2006年6月24日  | 安联球场，慕尼黑，德國                       | 瑞典       | 2–0  | 2–0      | 2006年世界盃十六强賽   |
| 16. | 2006年9月2日   | 戈特利布·戴姆勒競技場，斯圖加特，德國        | 愛爾蘭     | 1–0  | 1–0      | 2008年歐洲國家盃外圍賽 |
| 17. | 2006年9月6日   | 奧林匹克體育場，塞拉瓦萊，聖馬力諾           | 圣马力诺   | 1–0  | 13–0     | 2008年歐洲國家盃外圍賽 |
| 18. | 2006年9月6日   | 奧林匹克體育場，塞拉瓦萊，聖馬力諾           | 圣马力诺   | 5–0  | 13–0     | 2008年歐洲國家盃外圍賽 |
| 19. | 2006年9月6日   | 奧林匹克體育場，塞拉瓦萊，聖馬力諾           | 圣马力诺   | 8–0  | 13–0     | 2008年歐洲國家盃外圍賽 |
| 20. | 2006年9月6日   | 奧林匹克體育場，塞拉瓦萊，聖馬力諾           | 圣马力诺   | 10–0 | 13–0     | 2008年歐洲國家盃外圍賽 |
| 21. | 2006年10月11日 | Tehelné Pole Stadion，布拉迪斯拉發，斯洛伐克 | 斯洛伐克   | 1–0  | 4–1      | 2008年歐洲國家盃外圍賽 |
| 22. | 2006年10月11日 | Tehelné Pole Stadion，布拉迪斯拉發，斯洛伐克 | 斯洛伐克   | 4–1  | 4–1      | 2008年歐洲國家盃外圍賽 |
| 23. | 2007年9月12日  | 萊茵能源球場，科隆，德國                     | 羅馬尼亞   | 3–1  | 3–1      | 友誼賽                 |
| 24. | 2007年11月17日 | AWD球場，漢諾威，德國                        | 賽普勒斯   | 3–0  | 4–0      | 2008年歐洲國家盃外圍賽 |
| 25. | 2008年3月26日  | 聖雅各公園球場，巴塞爾，瑞士                 | 瑞士       | 4–0  | 4–0      | 友誼賽                 |
| 26. | 2008年6月8日   | 韋爾特湖球場，克拉根福，奧地利               | 波蘭       | 1–0  | 2–0      | 2008年歐洲國家盃分組賽 |
| 27. | 2008年6月8日   | 韋爾特湖球場，克拉根福，奧地利               | 波蘭       | 2–0  | 2–0      | 2008年歐洲國家盃分組賽 |
| 28. | 2008年6月12日  | 韋爾特湖球場，克拉根福，奧地利               |            | 1–2  | 1–2      | 2008年歐洲國家盃分組賽 |
| 29. | 2008年9月6日   | 萊茵公園球場，瓦都茲，列支敦士登             | 列支敦斯登 | 1–0  | 6–0      | 2010年世界盃外圍賽     |
| 30. | 2008年9月6日   | 萊茵公園球場，瓦都茲，列支敦士登             | 列支敦斯登 | 2–0  | 6–0      | 2010年世界盃外圍賽     |
| 31. | 2008年10月11日 | 西格納伊度納公園，多特蒙德，德國             | 俄羅斯     | 1–0  | 2–1      | 2010年世界盃外圍賽     |
| 32. | 2009年3月28日  | 中央體育場，萊比錫，德國                     | 列支敦斯登 | 4–0  | 4–0      | 2010年世界盃外圍賽     |
| 33. | 2009年5月29日  | 上海體育場，上海，中國                       | 中國       | 1–1  | 1–1      | 友誼賽                 |
| 34. | 2009年9月9日   | AWD球場，漢諾威，德國                        |            | 4–0  | 4–0      | 2010年世界盃外圍賽     |
| 35. | 2009年10月14日 | 北方銀行競技場，漢堡，德國                   | 芬兰       | 1–1  | 1–1      | 2010年世界盃外圍賽     |
| 36. | 2009年11月18日 | 費爾廷斯競技場，蓋爾森基興，德國             |            | 1–0  | 2–2      | 友誼賽                 |
| 37. | 2009年11月18日 | 費爾廷斯競技場，蓋爾森基興，德國             |            | 2–2  | 2–2      | 友誼賽                 |
| 38. | 2010年5月29日  | 普斯卡什球場，布達佩斯，匈牙利               | 匈牙利     | 1–0  | 3–0      | 友誼賽                 |
| 39. | 2010年6月13日  | 德班球場，德班，南非                         |            | 1–0  | 4–0      | 2010年世界盃分組賽     |
| 40. | 2010年6月27日  | 自由州球場，布隆方丹，南非                   | 英格兰     | 2–0  | 4–1      | 2010年世界盃十六强賽   |
| 41. | 2010年9月7日   | 萊茵能源球場，科隆，德國                     |            | 2–0  | 6–1      | 2012年歐洲國家盃外圍賽 |
| 42. | 2010年10月12日 | 阿斯塔納競技場，阿斯塔納，哈薩克             |            | 3–0  | 3–0      | 2012年歐洲國家盃外圍賽 |
| 43. | 2011年9月2日   | 費爾廷斯競技場，蓋爾森基興，德國             | 奥地利     | 3–0  | 6–2      | 2012年歐洲國家盃外圍賽 |
| 44. | 2012年6月17日  | 利維夫球場，利維夫，烏克蘭                   | 丹麦       | 1–0  | 2–1      | 2012年歐洲國家盃分組賽 |
| 45. | 2013年5月29日  | FAU Stadium，邁阿密，美國                    |            | 1–0  | 4–2      | 友誼賽                 |
| 46. | 2013年5月29日  | FAU Stadium，邁阿密，美國                    |            | 3–0  | 4–2      | 友誼賽                 |
| 47. | 2014年6月6日   | 科法斯競技場，美因茲，德國                   | 亞美尼亞   | 2–1  | 6–1      | 友誼賽                 |
| 48. | 2015年3月25日  | 弗里茨·瓦爾特體育場，凱撒勞頓，德國          |            | 2–2  | 2–2      | 友誼賽                 |
| 49. | 2017年3月22日  | 西格納伊度納公園，多特蒙德，德國             | 英格兰     | 1–0  | 1–0      | 友誼賽                 |

## 榮譽

### 球會
科隆
- 德國足球乙級聯賽：2004-05賽季

 拜仁慕尼黑
- 德国足球甲级联赛：2007-08賽季
- 德國聯賽盃：2007年
- 德国足协杯：2007年

 阿仙奴
- 英格蘭足總盃冠軍﹕2014年

### 國家隊
- 世界杯足球赛冠军：2014
- 世界盃足球賽季軍：2006、2010
- 國際足協洲際國家盃季軍：2005
- 歐洲國家杯亞軍：2008

### 個人
- 世界盃最佳年青球員：2006
- 歐洲國家杯賽事最佳陣容：2008